# جامعة راجستان
جامعة راجستان (بالإنجليزية: University of Rajasthan)‏ هي جامعة عامة، حكومية، وواحدة من أقدم الجامعات في الهند بولاية راجستان، وتقع في مدينة جايبور. تأسست في 8 يناير 1947م، وأعطيت اسمها الحالي في عام 1956م.

## المواقع والمباني

### الحرم الجامعي

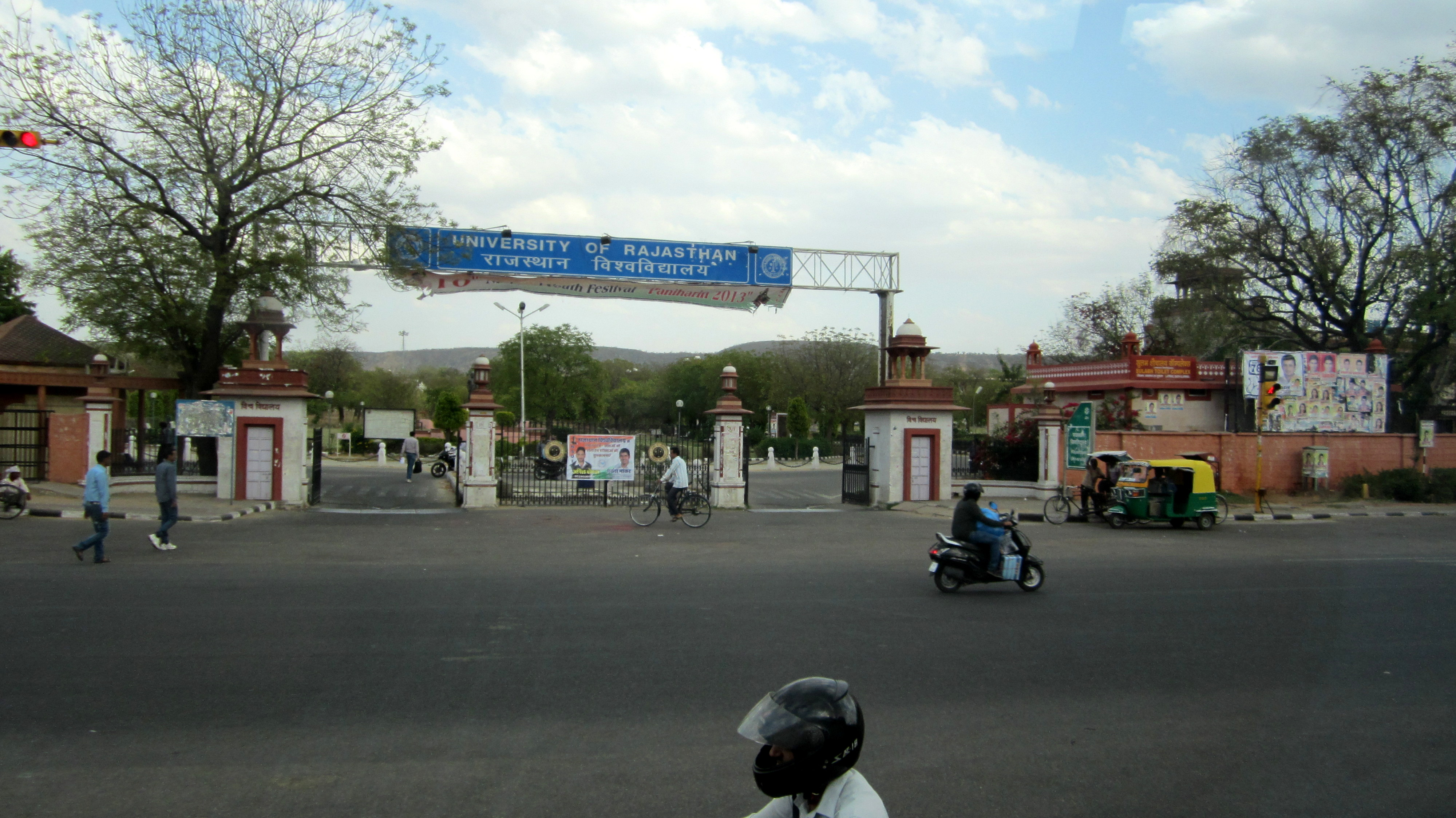
بوابة مدخل جامعة راجستان

تقع على مساحة تبلغ حوالي 2.8529 كيلومتر مربع أو 1020180 ياردة مربعة، بمنطقة جواهر لال نهرو مرج المعروف أيضًا باسم العمود الفقري المركزي في جايبور، يحتضن الحرم المركزي العديد من الإدارات والمكتبات والمجمعات الرياضية إلخ. 

## الكليات والأقسام
يوجد بالجامعة الكليات والأقسام التالية: 

### كلية الفنون
- قسم اللغة الإنجليزية

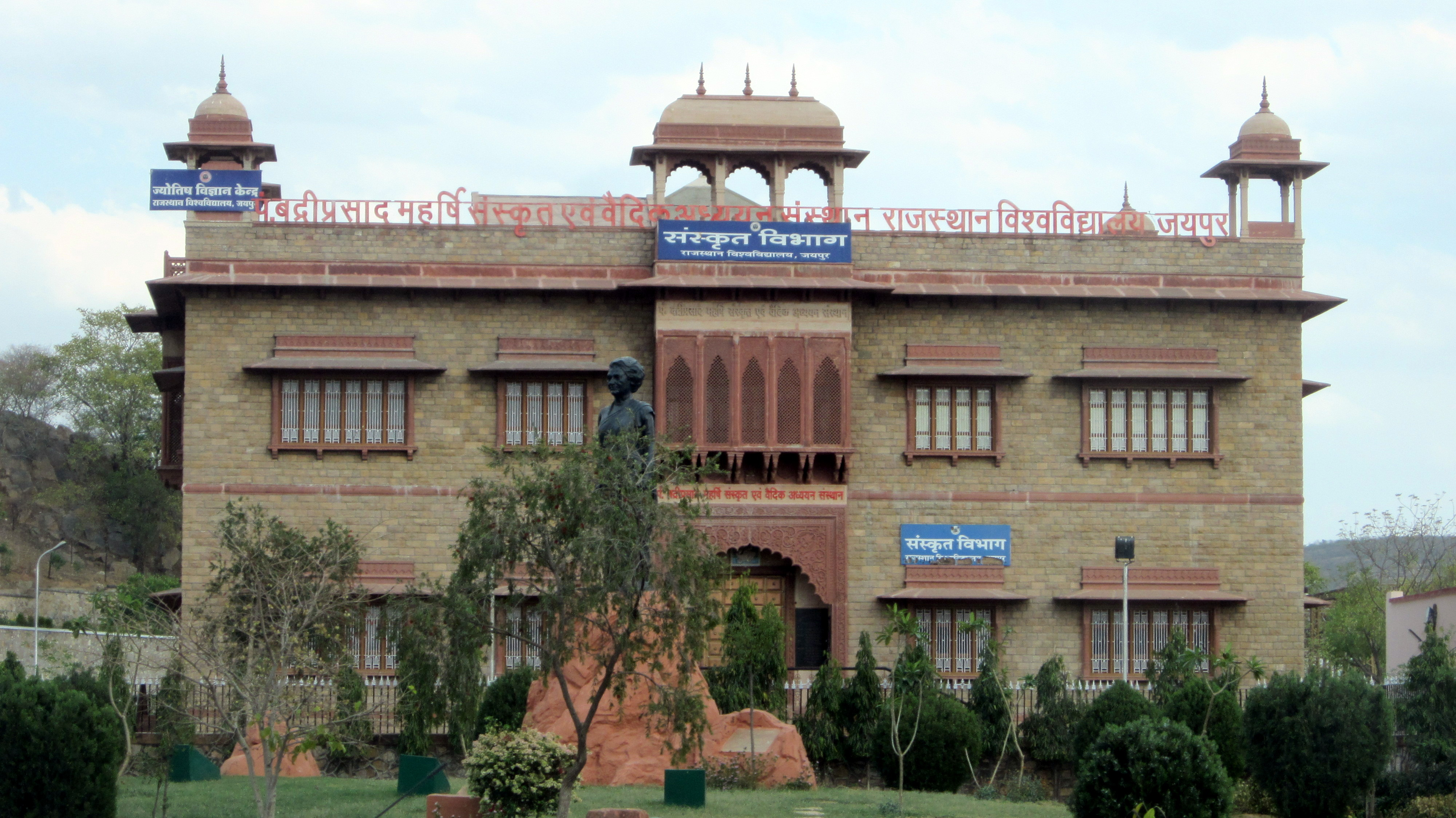
قسم السنسكريتية

- قسم اللغات الأوروبية والأدب والدراسات الثقافية
- قسم الهندية
- قسم الفلسفة
- قسم السنسكريتية

### كلية العلوم
- قسم الفيزياء

### كلية التجارة
- قسم المحاسبة وإحصاءات الأعمال
- قسم إدارة الأعمال
- قسم الإدارة الاقتصادية والإدارة المالية

### كلية التربية
- قسم التربية الحرفية
- قسم المكتبات والمعلومات
- قسم التربية الرياضية

### كلية الفنون الجميلة
- قسم الدراما
- قسم الرسم والتصوير
- قسم الموسيقى
- قسم الفنون البصرية

### كلية الحقوق
رئيس وعميد، البروفيسور جوفيند سينغ راجبوهيت. 
- قسم القانون
- قسم علم الجريمة والعدالة
- كلية الحقوق
- كلية الحقوق بالجامعة (الصباح)
- جامعة كلية القانون المركز الثاني (مساء)

### كلية الإدارة
- معهد أر دي بودر للإدارة

### كلية العلوم الاجتماعية
- قسم الأنثروبولوجيا
- قسم الاقتصاد
- قسم التاريخ والثقافة الهندية
- قسم العلوم السياسية
- قسم الإدارة العامة
- قسم علم الاجتماع

### كلية التكنولوجيا
- قسم، أقسام
- علم الأعصاب
- تكنولوجيا النانو
- التكنولوجيا الحيوية والمعلوماتية الحيوية
- الكيمياء الحيوية

### كلية إدارة الأعمال
- ماجستير التجارة في إدارة الأعمال
- درجة الماجستير في إدارة الموارد البشرية
- درجة الماجستير في إدارة المعلومات
- ماجستير في إدارة الأعمال التنفيذية والدكتوراه
- دبلوم دراسات عليا في التسويق (ثلاث سنوات)

### برامج متعددة التخصصات
- قسم إدارة البناء
- قسم دراسات التنمية
- قسم إدارة المشاريع
- قسم علوم الصحة العامة
- قسم دراسات التنمية الحضرية والريفية

## قاعات الطلاب السكنية
تضم هذه الجامعة 16 قاعة للطلاب، ومجمع رياضي حديث، وحوض سباحة كبير وحديث مع تدريب احترافي. 

## مكتبة الجامعة
انظر مكتبة جامعة راجستان

## مراكز الجامعة
- مركز أنديرا غاندي للدراسات البيئية البشرية والدراسات البيئية والدراسات السكانية
- المركز الجامعي لعلوم الحاسب وتقنية المعلومات
- مركز بحوث العلوم الاجتماعية
- مركز دراسات جنوب آسيا
- مركز الدراسات الأوروبية
- مركز دراسات جاين
- مركز جيوتيرفيجيان
- مركز تطوير تعليم الفيزياء
- مركز موارد الطاقة غير التقليدية
- مركز تقنيات التقارب
- مركز دراسات امبيدكار
- مركز الدراسات البوذية
- مركز الدراسات غاندي
- مركز دراسة الحكم الذاتي المحلي
- مركز الاتصال الجماهيري
- مركز علم المتاحف والحفظ
- مركز دراسات نهرو
- مركز دراسات راجستان
- مركز دراسة سياسة الاستبعاد والشمول الاجتماعي
- مركز الدراسات النسائية

## الكليات التأسيسية
- كلية التجارة الجامعية [3]
- كلية جامعة المهراني
- كلية مهراجا الجامعية
- كلية الحقوق الخمس سنوات الجامعية
- كلية الحقوق بالجامعة
- كلية الحقوق بالجامعة مركز شعبة 2
- كلية راجستان الجامعية

## خريجون متميزون

### السياسة والقانون
| اسم                  | صف دراسي عام | الدرجة العلمية | كلية | الشهرة                                  | المراجع |
| -------------------- | ------------ | -------------- | ---- | --------------------------------------- | ------- |
| فيدياهار قوفيند اواك |              |                |      | رئيس المحكمة العليا السابق في الله أباد |         |

### العلوم والتكنولوجيا والطب
| اسم            | سنة الدراسة | الدرجة العلمية | كلية     | الشهرة                                  | المراجع |
| -------------- | ----------- | -------------- | -------- | --------------------------------------- | ------- |
| جاينندرا جاين  |             |                | المهراجا | أستاذ الفيزياء في جامعة ولاية بنسلفانيا |         |
| سامين ك. شارما | 1972        |                | المهراجا | أخصائي أمراض القلب التداخلي الأمريكي    |         |

### رياضات
| اسم        | سنة الدراسة | الدرجة العلمية | كلية | الشهرة               | المراجع |
| ---------- | ----------- | -------------- | ---- | -------------------- | ------- |
| أشوك كومار |             |                |      | لاعب الهوكي الميداني |         |

## وصلات خارجية
- الموقع الرسمي